# Shikishima (lớp tàu tuần tra)
Shikishima (tiếng Nhật: しきしま) là lớp tàu tuần tra lớn nhất của Cảnh sát Biển Nhật Bản. Lớp này hiện có 2 tàu Shikishima (số hiệu PLH31) và Akitsushima (PLH32). Chữ P trong số hiệu của các con tàu chỉ đây là tàu tuần tra, L chỉ đây là tàu cỡ lớn và H chỉ đây là tàu có trang bị máy bay trực thăng. Các tàu lớp Shikishima dài 150 m, rộng 17 m, có lượng giãn nước tới khoảng 6.500 tấn, toàn tải 9.300 tấn - tương đương một tàu khu trục. Tàu được trang bị hai máy bay trực thăng loại nhỏ, hai khẩu pháo 20 mm và hai khẩu pháo 40 mm.
Tàu Shikishima được hạ thủy năm 1990 và đưa vào sử dụng năm 1992. Tàu do hãng IHI (Ishikawajima-Harima Heavy Industries Co., Ltd) chế tạo tại xưởng ở Tokyo.
Tàu Akitsushima được hạ thủy ngày 4 tháng 7 năm 2012 tại Yokohama và chính thức đưa vào sử dụng từ ngày 28 tháng 11 năm 2013. Tàu này do hãng IHI cùng với Japan Marine United Corporation đóng tại Yokohama với tổng chi phí khoảng 230 tỷ yên.